# Élections constituantes de 1945 en Indre-et-Loire
Les élections constituantes françaises de 1945 se déroulent le 21 octobre.

## Mode de scrutin
Les députés sont élus selon le système de représentation proportionnelle suivant la règle de la plus forte moyenne dans le département, sans panachage ni vote préférentiel. Il y a 586 sièges à pourvoir.
Dans le département d'Indre-et-Loire, cinq députés sont à élire.

## Élus
Les cinq députés élus sont : 
| Identité       | Parti | Parti |
| -------------- | ----- | ----- |
| Joannès Dupraz |       | MRP   |
| Raymond Moussu |       | MRP   |
| Jean Meunier   |       | SFIO  |
| André Quénard  |       | SFIO  |
| Jean Guillon   |       | PCF   |

## Résultats

### Résultats à l'échelle du département
| Parti          | Parti                                            | Tête de liste    | Résultats | Résultats | Sièges | Sièges |
| Parti          | Parti                                            | Tête de liste    | Voix      | %         |        |        |
| -------------- | ------------------------------------------------ | ---------------- | --------- | --------- | ------ | ------ |
|                | Mouvement républicain populaire                  | Joannès Dupraz   | 53 663    | 32,75     | 2      |        |
|                | Section française de l'Internationale ouvrière   | Jean Meunier     | 52 804    | 32,23     | 2      |        |
|                | Parti communiste français                        | Jean Guillon     | 35 585    | 21,72     | 1      |        |
|                | Parti républicain, radical et radical-socialiste | Robert Chautemps | 15 492    | 9,46      | -      |        |
|                | Parti socialiste démocratique                    | Fernand Imbert   | 6 296     | 3,84      | -      |        |
|                |                                                  |                  |           |           |        |        |
| Inscrits       | Inscrits                                         | Inscrits         | 218 674   | 100,00    | 5      |        |
| Votants        | Votants                                          | Votants          | 169 999   | 77,74     |        |        |
| Blancs et nuls | Blancs et nuls                                   | Blancs et nuls   | 6 159     | 3,62      |        |        |
| Exprimés       | Exprimés                                         | Exprimés         | 163 840   | 96,38     |        |        |